# Minúscula 58
Minúscula 58 (en la numeración Gregory-Aland), ε 518 (Soden) es un manuscrito griego en minúsculas del Nuevo Testamento, en hojas de pergamino. Es datado paleográficamente en el siglo XV. El manuscrito tiene contenidos complejos y notas marginales.

## Descripción
El códice contiene el texto completo de los cuatro Evangelios en 342 hojas (tamaño de 19.8 cm por 14.5 cm). El texto está escrito en una columna por página, 20-21 líneas por página. El nombre del escriba fue Joannes Serbopulos. Según Scrivener, el manuscrito fue descuidadamente escrito.
El texto está dividido de acuerdo con los κεφαλαια (capítulos), cuyos números se dan al margen (también en latín), y sus τιτλοι (títulos) en la parte superior de las páginas. También hay otra división de acuerdo con los Secciones Amonianas, pero este sistema se utiliza parcialmente.
Contiene Prolegómenos, listas de los κεφαλαια (tablas de contenido) antes de cada Evangelio, αναγνωσεις (lecciones) en el margen, synaxaria y suscripciones (únicamente en Marcos).

## Texto
El texto griego de este códice es representativo del tipo textual bizantino. Hermann von Soden lo clasificó en la familia textual Kx. Aland lo colocó en la Categoría V. Según el Perfil del Método de Claremont, representa a la familia Kr en Lucas 1, Lucas 10 y Lucas 20. Crea un grupo textual con 56.
C. R. Gregory notó que es cercano a los manuscritos 47, 54, 56, 61.

## Historia
El manuscrito fue escrito por John Serbopoulos (posiblemente copiando de 54). Perteneció a John Hopkins, en Londres.
Ussher lo recopiló para la Políglota de Walton. Fue examinado por Mill (Nov. coll. 1), Wettstein (en 1715), Dobbin, y C. R. Gregory (en 1883). Dobbin comparó sus lecturas con el Codex Montfortianus y 56, en 1922 lugares. Gregory tuvo la opinión de que los códices 47, 56 y 58 fueron escritos por una misma mano, y cada uno de ellos copiado de 54.
Actualmente se encuentra en el New College (68), en Oxford.

## Lectura adicional
- Orlando T. Dobbin (1854). Collation of the Codex Montfortianus. Londres. pp. 31-33.

- Datos: Q1291156